# Renārs Varslavāns
Renārs Varslavāns (Riga, 23 agosto 2001) è un calciatore lettone, attaccante dell'Auda Ķekava e della nazionale lettone.

## Carriera

### Club
Cresciuto nel settore giovanile del Metta/LU, ha esordito in prima squadra il 17 giugno 2017 disputando l'incontro di Virslīga perso 2-0 contro lo Jelgava.

### Nazionale
Il 7 giugno 2021 ha esordito con la nazionale lettone giocando l'amichevole persa 7-1 contro la Germania.
Il 10 settembre 2024 realizza il suo primo gol con la Lettonia nel successo per 1-0 in Nations League contro le Fær Øer.

## Statistiche

### Presenze e reti nei club
Statistiche aggiornate all'8 giugno 2021.
| Stagione        | Squadra         | Campionato      | Campionato | Campionato | Coppe nazionali | Coppe nazionali | Coppe nazionali | Coppe continentali | Coppe continentali | Coppe continentali | Altre coppe | Altre coppe | Altre coppe | Totale | Totale |
| Stagione        | Squadra         | Comp            | Pres       | Reti       | Comp            | Pres            | Reti            | Comp               | Pres               | Reti               | Comp        | Pres        | Reti        | Pres   | Reti   |
| --------------- | --------------- | --------------- | ---------- | ---------- | --------------- | --------------- | --------------- | ------------------ | ------------------ | ------------------ | ----------- | ----------- | ----------- | ------ | ------ |
| 2017            | Metta           | VL              | 8          | 0          | CL              | 0               | 0               | -                  | -                  | -                  | -           | -           | -           | 8      | 0      |
| 2018            | Metta           | VL              | 19         | 0          | CL              | 1               | 0               | -                  | -                  | -                  | -           | -           | -           | 20     | 0      |
| 2019            | Metta           | VL              | 5          | 0          | CL              | 0               | 0               | -                  | -                  | -                  | -           | -           | -           | 5      | 0      |
| Totale Metta    | Totale Metta    | Totale Metta    | 32         | 1          |                 | 1               | 0               |                    | -                  | -                  |             | -           | -           | 33     | 1      |
| 2020            | RFS Riga        | VL              | 13         | 1          | CL              | 1               | 1               | UEL                | 0                  | 0                  | -           | -           | -           | 14     | 2      |
| 2021            | RFS Riga        | VL              | 5          | 0          | CL              | 0               | 0               | -                  | -                  | -                  | -           | -           | -           | 5      | 0      |
| Totale RFS Riga | Totale RFS Riga | Totale RFS Riga | 18         | 1          |                 | 1               | 1               |                    | 0                  | 0                  |             | -           | -           | 19     | 2      |
| Totale carriera | Totale carriera | Totale carriera | 50         | 2          |                 | 2               | 1               |                    | 0                  | 0                  |             | -           | -           | 52     | 3      |

### Cronologia presenze e reti in nazionale
| Cronologia completa delle presenze e delle reti in nazionale ― Lettonia | Cronologia completa delle presenze e delle reti in nazionale ― Lettonia | Cronologia completa delle presenze e delle reti in nazionale ― Lettonia | Cronologia completa delle presenze e delle reti in nazionale ― Lettonia | Cronologia completa delle presenze e delle reti in nazionale ― Lettonia | Cronologia completa delle presenze e delle reti in nazionale ― Lettonia | Cronologia completa delle presenze e delle reti in nazionale ― Lettonia | Cronologia completa delle presenze e delle reti in nazionale ― Lettonia |
| Data                                                                    | Città                                                                   | In casa                                                                 | Risultato                                                               | Ospiti                                                                  | Competizione                                                            | Reti                                                                    | Note                                                                    |
| ----------------------------------------------------------------------- | ----------------------------------------------------------------------- | ----------------------------------------------------------------------- | ----------------------------------------------------------------------- | ----------------------------------------------------------------------- | ----------------------------------------------------------------------- | ----------------------------------------------------------------------- | ----------------------------------------------------------------------- |
| 7-6-2021                                                                | Düsseldorf                                                              | Germania                                                                | 7 – 1                                                                   | Lettonia                                                                | Amichevole                                                              | -                                                                       | 80’                                                                     |
| 16-11-2021                                                              | Gibilterra                                                              | Gibilterra                                                              | 1 – 3                                                                   | Lettonia                                                                | Qual. Mondiali 2022                                                     | -                                                                       | 90’                                                                     |
| 25-3-2022                                                               | Ta' Qali                                                                | Lettonia                                                                | 1 – 1                                                                   | Kuwait                                                                  | Amichevole                                                              | -                                                                       | 46’                                                                     |
| 29-3-2022                                                               | Ta' Qali                                                                | Lettonia                                                                | 1 – 0                                                                   | Azerbaigian                                                             | Amichevole                                                              | -                                                                       | 72’                                                                     |
| 22-3-2023                                                               | Dublino                                                                 | Irlanda                                                                 | 3 – 2                                                                   | Lettonia                                                                | Amichevole                                                              | -                                                                       | 71’                                                                     |
| 28-3-2023                                                               | Cardiff                                                                 | Galles                                                                  | 1 – 0                                                                   | Lettonia                                                                | Qual. Euro 2024                                                         | -                                                                       | 70’                                                                     |
| 8-6-2024                                                                | Liepāja                                                                 | Lettonia                                                                | 0 – 2                                                                   | Lituania                                                                | Coppa del Baltico 2024                                                  | -                                                                       | 62’                                                                     |
| 11-6-2024                                                               | Liepāja                                                                 | Lettonia                                                                | 1 – 0                                                                   | Fær Øer                                                                 | Coppa del Baltico 2024                                                  | -                                                                       | 80’                                                                     |
| 7-9-2024                                                                | Erevan                                                                  | Armenia                                                                 | 4 – 1                                                                   | Lettonia                                                                | UEFA Nations League 2024-2025 - 1º turno                                | -                                                                       | 82’                                                                     |
| 10-9-2024                                                               | Riga                                                                    | Lettonia                                                                | 1 – 0                                                                   | Fær Øer                                                                 | UEFA Nations League 2024-2025 - 1º turno                                | 1                                                                       | 80’                                                                     |
| 10-10-2024                                                              | Riga                                                                    | Lettonia                                                                | 0 – 3                                                                   | Macedonia del Nord                                                      | UEFA Nations League 2024-2025 - 1º turno                                | -                                                                       |                                                                         |
| 13-10-2024                                                              | Tórshavn                                                                | Fær Øer                                                                 | 1 – 1                                                                   | Lettonia                                                                | UEFA Nations League 2024-2025 - 1º turno                                | -                                                                       | 90+1’                                                                   |
| 14-11-2024                                                              | Skopje                                                                  | Macedonia del Nord                                                      | 1 – 0                                                                   | Lettonia                                                                | UEFA Nations League 2024-2025 - 1º turno                                | -                                                                       | 64’                                                                     |
| 17-11-2024                                                              | Riga                                                                    | Lettonia                                                                | 1 – 2                                                                   | Armenia                                                                 | UEFA Nations League 2024-2025 - 1º turno                                | -                                                                       |                                                                         |
| 7-6-2025                                                                | Riga                                                                    | Lettonia                                                                | 0 – 0                                                                   | Azerbaigian                                                             | Amichevole                                                              | -                                                                       | 61’                                                                     |
| 10-6-2025                                                               | Riga                                                                    | Lettonia                                                                | 1 – 1                                                                   | Albania                                                                 | Qual. Mondiali 2026                                                     | -                                                                       | 69’ 90’                                                                 |
| Totale                                                                  |                                                                         | Presenze                                                                | 16                                                                      |                                                                         | Reti                                                                    | 1                                                                       |                                                                         |

## Palmarès

### Club

#### Competizioni nazionali
- Coppa di Lettonia: 1

RFS Riga: 2021
- Campionato lettone: 1

RFS Riga: 2021